# 토론토 이턴 센터

토론토 이턴 센터에 입점한 시어스

토론토 이턴 센터(Toronto Eaton Centre)는 캐나다 온타리오주 토론토에 위치한 백화점 겸 사무실 단지이다. 이튼의 이름은 옛 백화점 프랜차이즈의 이름인 이튼즈에서 유래되었다. 토론토 이턴 센터는 1주일에 방문자 백만명이 즐기는 토론토 시의 유명한 관광지역이다.
토론토 쇼핑의 중심지로 영 스트리트(Yonge St.)와 던다스 스트리트(Dundas St.), 퀸 스트리트(Queen St.)에 면해있다. 1977년에 완공되었으며 시어스(Sears) 백화점 외에도 350개 이상의 점포가 들어있다. 패션, 잡화는 물론 서점, 레코드샵, 초콜릿 전문점, 은행, 극장, 레스토랑 등이 있어 거의 대부분의 일을 이곳에서 처리할 수 있다. 1991년 11월에는 459개의 객실을 보유한 토론토 메리어트 이턴 센터 호텔이 문을 열었다. 유리 천장이 있어 밝고 쾌적하며 휴식을 취하기에도 좋다. 1층에는 관광 안내소도 있다. 주차장은 1,633대를 수용할 수 있다.

## 역사
티머시 이튼은 19세기 때 영 가에 건물류 가게를 창업하여 캐나다의 소매업에 대변혁을 일으켰다. 이 계기로 국내에서 가장 큰 백화점 체인으로 성장하였다. 이튼즈는 20세기에 옛 시청과 성삼위일체 교회를 제외한 영 가, 퀸 가, 베이 가, 그리고 던다스 가로 둘러싸인 땅을 매입하였다. 티모시 이튼의 1호점 상점이 있었던 이튼 가문의 땅은 한 때 이튼즈의 큰 본점인 이튼즈 어넥스와 공장과 택배 관련 시설이 있었다. 체인의 물류창고와 지원 사업부가 더 싼 교외 지역으로 계속 옮긴 1960년대에 이르러 이튼즈는 다운타운 토론토에 있었던 값비싼 땅을 더 효율적으로 쓰는 방법을 궁리하였다. 특히 영가와 퀸가에 있었던 본점과 북쪽으로 몇 블록에 떨어져 있었으며 칼리지 가에 위치했던 상점 대신에 대규모 본점을 짓는 계획이 있었다.

## 같이 보기
- 던다스 역 (TTC)
- 퀸 역 (TTC)
- 시어스